# Dicranomyia (Dicranomyia) bunyip
Dicranomyia (Dicranomyia) bunyip is een tweevleugelige uit de familie steltmuggen (Limoniidae). De soort komt voor in het Australaziatisch gebied.